# شهرستان گرین (کارولینای شمالی)
شهرستان گرین، کارولینای شمالی (به انگلیسی: Greene County, North Carolina) یک سکونتگاه مسکونی در ایالات متحده آمریکا است که در کارولینای شمالی واقع شده‌است.

## خصوصیات
شهرستان گرین ۶۸۸٫۹۴ کیلومترمربع مساحت دارد.